# Le Noise
Le Noise är ett studioalbum av Neil Young, utgivet den 28 september 2010. Det producerades av Daniel Lanois, vars namn titeln är en lek med. Young framträder på albumet solo, med bara sång och gitarr. På två av spåren använder han akustisk gitarr, på övriga elektrisk.
Albumet nådde 14:e plats på Billboard 200.

## Låtlista
Alla låtar är skrivna av Neil Young.
1. "Walk With Me" - 5:05
2. "Sign of Love" - 3:58
3. "Someone's Gonna Rescue You" - 3:29
4. "Love and War" - 5:37
5. "Angry World" - 4:11
6. "Hitchhiker" - 5:32
7. "Peaceful Valley Blvd." - 7:10
8. "Rumblin'" - 3:39